# Xylena formosa
Xylena formosa är en fjärilsart som beskrevs av Butler 1878. Xylena formosa ingår i släktet Xylena och familjen nattflyn. Inga underarter finns listade i Catalogue of Life.